# Utricularia fistulosa
Utricularia fistulosa — вид рослин із родини пухирникових (Lentibulariaceae).

## Біоморфологічна характеристика
Це водний багаторічник, трав'яниста рослина. Квітки біло-кремові, білі й пурпурні, в лютому — серпні. 

## Середовище проживання
Ендемік північної частини Західної Австралії та західної частини Північної території.
Цей вид зростає в зоні водостоку ряду типів водойм, включаючи затоки, водні ями, балонги та озера..

## Використання
Цей вид культивується невеликою кількістю ентузіастів роду, комерційна торгівля незначна.